# Bamna
Bamna (en bengali : বামনা) est une upazila du Bangladesh dans le district de Barguna. En 1991, on y dénombrait 65 965 habitants.